# Gelej
Gelej este un sat în districtul Mezőcsát, județul Borsod-Abaúj-Zemplén, Ungaria, având o populație de 628 de locuitori (2011). 

## Demografie
Componența etnică a satului Gelej
     Maghiari (97,67%)
     Necunoscut (1,69%)
     Germani (0,63%)
     Alții (1,69%)
Componența confesională a satului Gelej
     Reformați (50,16%)
     Fără religie (2,39%)
     Necunoscută (46,82%)
     Atei (0,64%)
Conform recensământului din 2011, satul Gelej avea 628 de locuitori. Din punct de vedere etnic, majoritatea locuitorilor (97,67%) erau maghiari. Apartenența etnică nu este cunoscută în cazul a 1,69% din locuitori.  Din punct de vedere confesional, majoritatea locuitorilor (50,16%) erau reformați, cu o minoritate de persoane fără religie (2,39%). Pentru 46,82% din locuitori nu este cunoscută apartenența confesională.